# 肉醬 (歐洲)

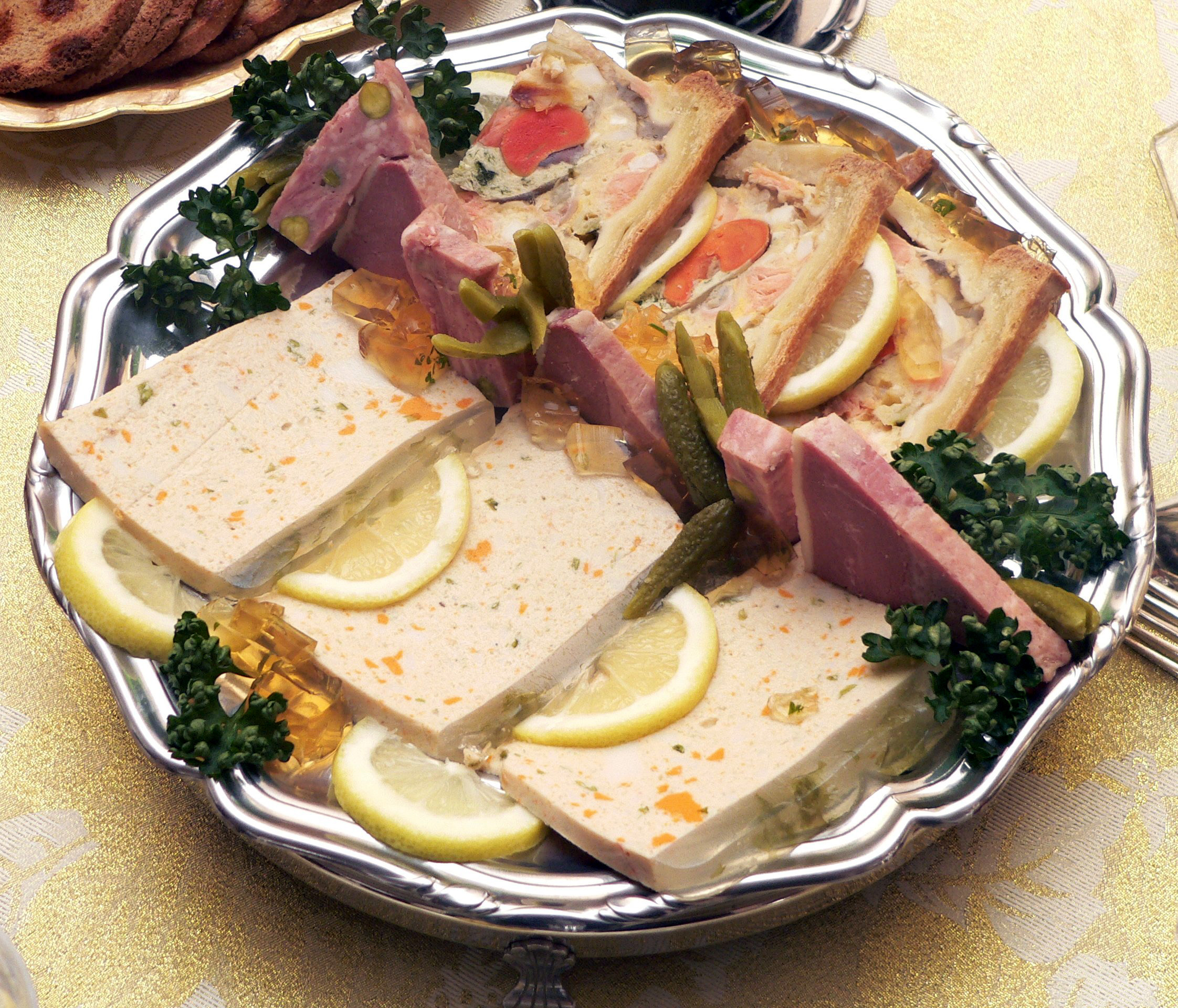
不同种类的肉酱和法式酱糜

肉酱（法語：pâté），是一种将肉或鱼剁碎并加上佐料制成的食品，有時可加上蔬菜泥。在歐洲，肉酱传统上属于法国和比利时的料理。肥肝酱是最著名的肉酱之一。